# Trường Đại học Mỹ thuật Công nghiệp
Trường Đại học Mỹ thuật Công nghiệp là trường đại học công lập chuyên đào tạo các ngành mỹ thuật công nghiệp tại thành phố Hà Nội, trực thuộc Bộ Giáo dục và Đào tạo.